# Matthiola alyssifolia
Matthiola alyssifolia är en korsblommig växtart som först beskrevs av Dc., och fick sitt nu gällande namn av Joseph Friedrich Nicolaus Bornmüller. Matthiola alyssifolia ingår i släktet lövkojor, och familjen korsblommiga växter. Inga underarter finns listade i Catalogue of Life.